# Побідинщина (Воронезька область)
Побідинщина (рос. Побединщина) — хутір у Підгоренському районі Воронезької області Російської Федерації.
Населення становить 189 осіб (2010). Входить до складу муніципального утворення Сергіївське сільське поселення.

## Історія
Населений пункт розташований у історичному регіоні Чорнозем'я. Від 1928 року належить до Підгоренського району, спочатку в складі Центрально-Чорноземної області, а від 1934 року — Воронезької області.
Згідно із законом від 15 жовтня 2004 року входить до складу муніципального утворення Сергіївське сільське поселення.

## Населення
| 1900 | 2007 | 2009 | 2010 |
| ---- | ---- | ---- | ---- |
| 912  | ↘203 | ↘187 | ↗189 |